# Neculae Lupu
Neculae Lupu (n. 25 august 1953) este un fost deputat român în legislatura 1990-1992, ales în județul Bacău pe listele partidului FSN. Neculae Lupu a demisionat din funcția de deputat la data de 5 aprilie 1992. În cadrul activității sale parlamentare, Neculae Lupu a fost membru în grupurile parlamentare de prietenie cu Republica Portugheză, Republica Argentina, Japonia și Republica Coreea.